# ツェントラル鉄道ABeh160形電車

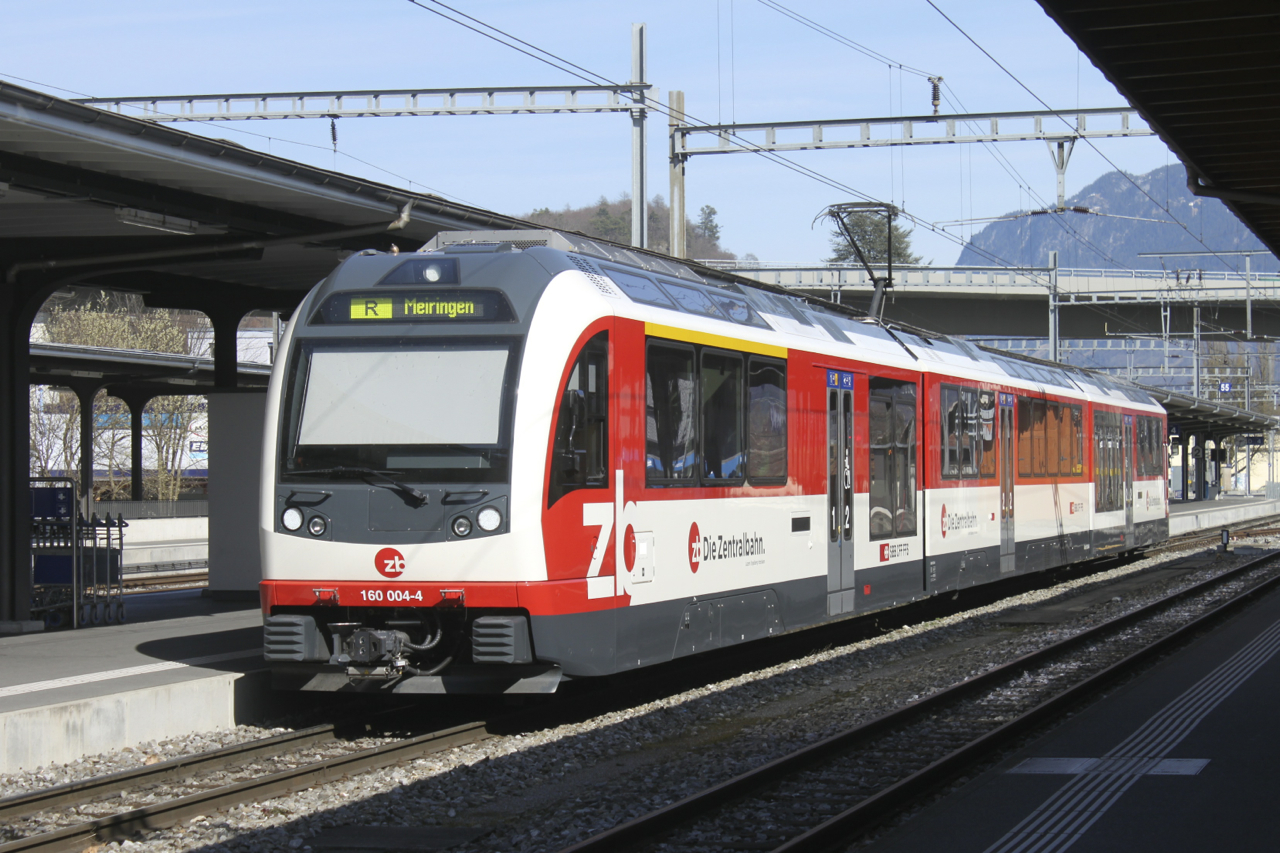
メイリンゲン行普通列車で運行されるABeh160 004号機、インターラーケン・オスト駅、2014年

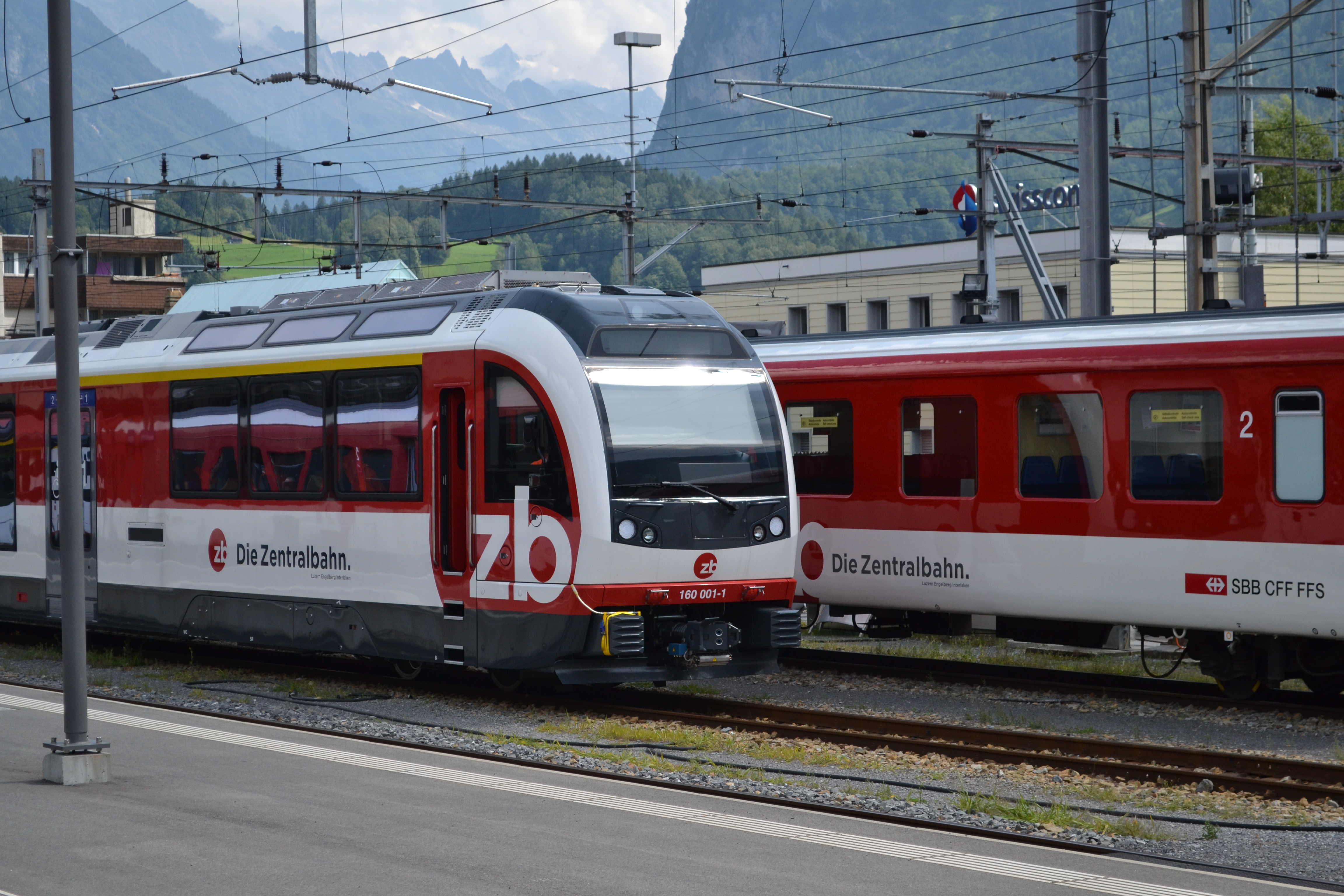
試運転期間中のABeh160 001号機、メイリンゲン駅、2012年

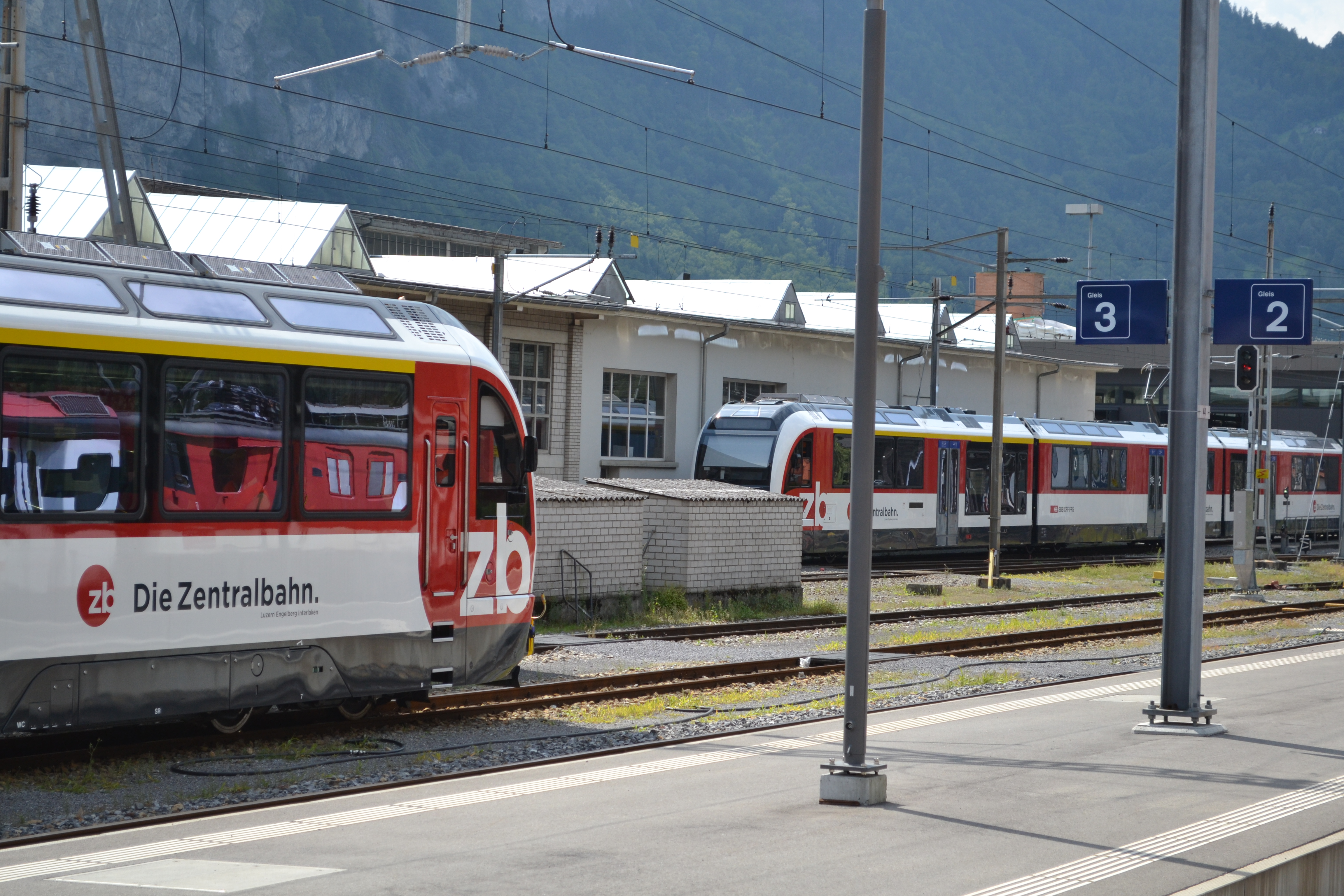
同型で7両編成のABeh150 001号機（奥）と並ぶABeh160 001号機、メイリンゲン駅、2012年

ツェントラル鉄道ABeh160形電車(ツェントラルてつどうABeh160がたでんしゃ)は、スイスのツェントラル鉄道（ZB:Zentralbahn）（Zentralbahn (ZB)）で使用される山岳鉄道用の部分低床・ラック式電車である。
 

## 概要
スイス連邦鉄道（SBB、スイス国鉄）の唯一の1m軌間の路線であるブリューニック線とルツェルン-シュタンス-エンゲルベルク鉄道（LSE:Luzern-Stans-Engelberg-Bahn）とが統合して2005年1月1日に発足したツェントラル鉄道では、スイス国鉄から引継ぎで1941年製のDe110形やルツェルン-シュタンス-エンゲルベルク鉄道引継ぎで1967-80年製のBDeh140形といった経年の進んだ旧型の動力車が使用されていたほか、これらの電車が牽引する客車についても1966-71年にSIG製のEW I型73両を導入したTyp III系など40年以上の経年の進んだ機材が多く残っており、接客設備は更新されていたもののサービス向上とバリアフリー化が望まれていた。また、2010年12月には旧ルツェルン-シュタンス-エンゲルベルク鉄道線に新しいエンゲルベルクトンネルが開通し、勾配が261パーミルから110パーミルに緩和されて輸送力増強がなされ、一方でルツェルン近郊区間の一部複線、地下化工事が進んでいるため、この運用のための新たな機材も必要な状況であった。
これに対し、ツェントラル鉄道では、ブリューニック線のレギオエクスプレスなどの長距離列車を新しい固定編成のラック式電車に置き換え、同線の主力機であるHGe101形電気機関車の一部をエンゲルベルク方面の列車や区間列車に転用することとし、2009年にシュタッドラーに対し総額1.5億スイス・フランで新しいラック式電車を発注した。ラック式の鉄道車両ではこれまでで最高額となったこの契約では、7両編成3本、3両編成6本の部分低床式のラック式電車を2012-13年に導入することとなっており、このうちの7両固定編成の機体がABeh150形（通称ADLER）、3両固定編成の機体が本項で述べるABeh160形であり、通称FINK（flinke, innovative Niederflur-Komposition）と呼ばれている。
さらに2014年にはルツェルンSバーンの列車としてABe130形などが牽引していたTyp III系など従来型の軽量客車とその制御客車を代替するために、ABeh160形を増備することとなり、同年9月にシュタッドラーに5編成が53百万スイス・フランで発注されており、2016年より運行を開始する予定となっている。
ABeh160形は2004-2005年に10編成が製造された粘着区間専用の3車体連接式のABe130形（通称SPATZ）や、マッターホルン・ゴッタルド鉄道のBDSeh4/8形ラック式電車をベースとした1等/2等合造電車で、低床部の床面高さを400mmとしてバリアフリー対応し、VVVFインバータ制御により定格出力1400/1600kW、牽引力120/220kN（粘着区間/ラック区間）を発揮する強力機となっているほか、本形式は新設計の駆動装置を搭載しており、車輪の摩耗により台車高が変化しても駆動用ピニオンとラックレールの高さを一定に保つことができることと、粘着区間で120km/hの最高速度を発揮できることが特徴となっている。なお、車体と機械部分の製造および最終組立をシュタッドラーが、主要な電機品の製造をABB SchweizおよびABB Sécheronが担当している。

## 仕様

### 車体
- 本機は3車体4台車の構成で車軸配置Bo’1Az’Az1’Bo’、各車体は前位側（メイリンゲン側）から後位側（ルツェルン/インターラーケン・オスト側）にかけてA-C-Bと呼ばれている。中間車のCは2軸ボギー台車にラック用ピニオン1軸とその駆動装置を設置したラック式動台車付、先頭車のAおよびBは先頭側にのみ粘着式2軸駆動の粘着式動台車が付き、連結側は中間車に載り掛かる片持式とすることで低床部の床面積を確保している。編成両端のAおよびBは編成端側の動台車上が床面高さ1100mmの高床式、その他の部分が420mmの低床部であり、中間のCは床面高さ1100mmの高床式となっており、高床部客室は大型屋根上機器設置部が天井高2050mm、その他は2425mm、低床部客室は天井高2730mmとなっている。
- 車体の構体は基本的にアルミ製で車端耐荷重800kNに対応しており、運転台部分の外板のみガラス繊維強化プラスチック製、モジュール構造となっている車体の断面は車体側面の上部を内側に絞った形状で、床下は一部床下機器や台車の一部まで構体内に収まり、床下機器点検カバーおよび台車側面点検カバーが設置されている。編成両端の先頭部は、運転台部分左右に大型の骨組構造を設けた強化構造となっているほか、衝撃吸収構造の連結器および補助バッファを設けるとともにその基部の構体部分を衝撃吸収構造として衝突時に備え、その下部にスノープラウを設置している。
- 先頭部はBDWM交通のABe4/8形電車と類似の、縦方向に曲面で大きく絞り込み、前面窓ガラスは大型の1枚曲面ガラスとしたデザインで、前面窓上部にLEDの行先表示器が設置されており、下部左右にキセノンランプの前照灯とLEDの赤色及び白色切替式の標識灯のセットが、行先表示器上部にキセノンランプの前照灯が設置されている。側面は窓扉配置13D2 - 3D5 - 3D31d1で、側面窓は大型の固定式、高床部の客室には集電装置設置部を除き、車体肩部にも固定窓が設置されているほか、低床部のものと高床部のものとで上辺を揃えて設置されている。乗降扉はBode[10]製の幅1300mmで電機駆動、両開式のスライド式プラグドアであり、扉下部の折畳式のステップを設置して乗降部の床面高さを396mmとしている。
- 室内はBの後位側から長さ2800mmの運転室、1等室（高床）、低床部に車椅子対応トイレ、手荷物置場とスキーおよびスノーボードラックを併設した乗降扉部、車椅子スペース付の2等室（低床）、Cは車端部の機器室、2等室（高床）、乗降扉部、2等室（高床）、車端部機器室、Aは6台分のラックが設置された自転車積載スペースを併設した2等室（低床）、乗降扉と手荷物置場、2等室（高床）、運転室と続いている。座席は1等室が2+1列の3人掛けでシートピッチ2000mm、2等室は2+2列の4人掛けでシートピッチ1750mm（対面部）の4人掛けいずれも固定式クロスシートで、いずれも1名分ずつの独立した形状のバケットシートで肘掛とヘッドレスト付であり、1等室のものは肘掛も1名分ずつ独立したものであるほか、各ボックスの側面窓下部に沿線地図が描かれたテーブルが設置されている。また、室内にはGPSと連動した列車位置情報など各種案内用の液晶ディスプレイが設置されている。なお、これらの機器および車内放送装置、対話式の車内非常通報装置、客室天井に設置された室内監視カメラ等はRuf-Gruppe[11]製のVisiWebと呼ばれるシステムにとして統合されている。
- 運転室は左側運転台のデスクタイプで、左側が縦軸式の空気ブレーキハンドル、右側が横軸式の主制御装置ハンドルの2ハンドル式のマスターコントローラーを設置しており、3面式の計器盤の各計器類は従来タイプの針式のものを中心に、液晶ディスプレイ式計器/表示灯盤、車両情報装置用ファンクションキー付の液晶ディスプレイの2面が設置されており、側面窓には電動式のバックミラーが設置されている。
- 本機は低床部を確保するため、床下にはAおよびBに主制御器が、Cに主変圧器が設置されているのみで、AおよびBの屋根上に空調装置、電動空気圧縮機および空気タンク、ブレーキ用抵抗器、主電動機冷却用送風機などの機器を、Cの屋根上にはパンタグラフ、空調装置、主電動機、空気タンク、冷却用送風機を、各車室内機器室に空気ブレーキ装置を設置している。編成両端の連結器は車体取付式で圧縮荷重900kN、牽引荷重600kN、吸収エネルギー120kJ、2本の空気管を同時に接続でき、下部に電気連結器を併設している新型のSchwab[12]製のTyp FK-9-6自動連結器で、在来のツェントラル鉄道の機体が装備している+GF+式[13]ピン・リンク式自動連結器との連結はできないほか、編成中間の連結器は半永久連結器となっている。
- 塗装
  - 車体塗装白をベースに側面窓周りを赤とし、車体の下の裾部をダークグレー、上裾部をグレーとしたもので、正面中央にツェントラル鉄道のマークが、側面下部にはマークとロゴが入っているほか、編成端部に赤丸と”zb"の文字のツェントラル鉄道のマークをアレンジしている。なお、側面下部にはツェントラル鉄道の主要株主であるスイス国鉄のマークとロゴが入っている。
  - 室内は壁面をライトグレー、床面をダークグレーとしたもので、座席は1等室のものが座面と背摺がグレーおよびグレーと赤のドット柄でヘッドレストがグレー、2等室のものが座面と背摺をグレーをベースに青のドット柄、ヘッドレストをグレーとしている。

### 走行機器
- 制御方式は主変換装置にIGBTを使用したコンバータ・インバータ式のものがAおよびBの床下に設置され、Cの床下に設置される主変圧器はABB Sécheron製の小型のアルミ筐体のもので出力は主変換装置用および列車暖房用のものが用意され、冷媒にはエステル樹脂を使用している。
- 主電動機はtraktionssysteme austria[14]製のTyp TMF 42-38-4かご形三相誘導電動機 を粘着用およびラック用駆動装置に各1台ずつ計6台搭載し、粘着区間では定格出力1400 kW、牽引力120 kN、最高速度120 km/hの、ラック区間では定格出力1600 kW、牽引力220 kN、最高速度40 km/hの性能を発揮する。なお、主電動機の冷却は屋根上に設置された送風機による強制通風式である。
- 台車および駆動装置は本形式用に新たに設計されたもので、1920-30年代以降主流となっていた1台の主電動機および駆動装置で粘着動輪とラック用ピニオンの両方を駆動する方式から、ブリューニック線ではDeh120形で実績のある粘着駆動用の台車とラック式駆動用の台車を別個に設ける方式としている。台車はSLM[15]の流れを引くStadler Winterthur[16]の新しい台車製造工場で生産されたもので、AおよびBのものが編成端側が固定軸距2000mmで2軸ボギー、2軸駆動の粘着式動台車、Cのものが支持輪軸の固定軸距2380mmで2軸ボギー式で車体端側の輪軸にラック式のピニオンと駆動装置、車体内側の輪軸にブレーキ用のピニオンを組み込んだラック式動台車となっており、車輪径はいずれも新製時810mm、最大摩耗時740mm、ピニオン有効径は668.451mmである。いずれの台車もボルスタレス式台車で、枕ばねは空気ばね、軸ばねはコイルばねで縦ダンパ併設、軸箱支持方式は軸梁式となっている。また、動台車には砂撒き装置を設置しており、車体内運転室部と床下に砂箱を設置している。
- 粘着式の駆動装置は2段減速式で、動力は駆動装置出力軸と動軸に設置された中空軸間および中空軸と動軸間とで、クイルと積層ゴムブロックを使用した継手で変位を吸収するクイル式駆動方式の一種で動輪へ伝達される。ラック式駆動装置は3段減速の吊掛式で、支持輪軸と駆動装置間に高さ調整機構を組込み、支持車輪の摩耗によってそこに乗掛かる駆動装置のピニオンとラックレールの高さが変化してしまうことに対応することができる。なお、この高さ調整機構はラック式駆動台車の非駆動側支持輪軸に設置されているブレーキ用のピニオンにも組み込まれている。この高さ調整機能付の新しい駆動装置の採用によってピニオン及びラックレールの摩耗が抑えられ、従来10km/hであった粘着区間らからラック区間への進入速度も20km/hへ引き上げられているほか、従来の1台の主電動機および駆動装置で粘着動輪とラック用ピニオンの両方を駆動する方式では60-80km/h程度であった粘着区間での最高速度が120km/hに引き上げられている。
- ブレーキ装置は電気ブレーキとして主変換装置による回生ブレーキと発電ブレーキを併用しており、ブレーキ用主抵抗器は自然冷却式のものをAおよびBの屋根上に搭載している。また、空気ブレーキ装置は各車輪の踏面ブレーキとラック用駆動装置のピニオンおよびブレーキ用ピニオンにバンドブレーキに作用するほか、ピニオンにはばねブレーキが併設されている。なお、ラック区間の下り走行時の最高速度は、ブレーキ故障時のバックアップまでの空想時間を考慮して105パーミルで29.0km/h、120パーミルで27.5km/hに設定されている。
- そのほか、主開閉器は真空式で接地装置と統合されたもの、パンタグラフはシングルアーム式のもの1基をCに搭載するほか、電動空気圧縮機2基、主電動機冷却用送風機、DC36Vの蓄電池などを搭載する。

### 主要諸元
- 軌間：1000mm
- 電気方式：AC15kV 16.7Hz 架空線式
- 最大寸法：
  - 全長：54000mm（編成）
    - A、B：17650mm
    - C：18700mm

  - 全幅：2650mm
  - 全高：4050mm
  - 屋根高：3832mm
- 床面高：420mm（低床部）、1100mm（高床部）
- 軸配置Bo’1Az’Az1’Bo’
- 軸距：2000mm(粘着式動台車)、2380mm(ラック式動台車)
- 台車中心間距離：16720+12800+16720mm
- 車輪径：810mm(新製時、最少740mm)
- 自重：92t
- 定員：18名（1等）、121名（2等）、8名（折畳席）
  - A：43名（2等）、8名（折畳席）
  - B：18名（1等）、14名（2等）
  - C：64名（2等）
- 走行装置
  - 主制御装置：IGBT使用のVVVFインバータ制御
  - 主電動機：Typ TMF42-38-4かご形三相誘導電動機×4台（粘着式駆動装置）、2台（ラック式駆動装置）
- 性能
  - 最大出力：1400kW（粘着区間）、1600kW（ラック区間）
  - 最大牽引力：120kN（粘着区間）、220kN（ラック区間）
  - 最高速度：
    - 粘着区間：120km/h
    - ラック区間：40km/h（ラック区間、登り）、 29.0km/h（105‰、下り）、27.5km/h（120‰、下り）
- ブレーキ装置：回生ブレーキ、発電ブレーキ、空気ブレーキ、駐機ばねブレーキ

## 運行
- ツェントラル鉄道のブリューニック線は全長74.0km、高度差566m、最急勾配25パーミル（粘着区間）もしくは126パーミル（ラック区間）、最高高度1002m、高度差567mでルツェルン-インターラーケン間を結ぶ山岳路線で、ルツェルン湖からレマン湖に抜けるゴールデンパスラインの一部であり、2005年まではスイス国鉄の唯一の1m軌間の路線であった。
- ABeh160 001号機は2012年2月15日にシュタッドラーのブスナング工場をロールアウト後、ロールワーゲンに積載されてスイス国鉄およびBLS AG[17]経由で回送されて2月16日から17日にかけてインターラーケン・オストからツェントラル鉄道へ搬入され、ABeh160 002号機が同じく5月12日に搬入されてメイリンゲン工場を拠点として、ルツェルン-シュタンス-エンゲルベルク鉄道を含むツェントラル鉄道の各区間で試運転を実施し、その後9月22日にはABeh160 001号機がABeh150 001号機とともにルツェルン駅とメイリンゲン駅で御披露目式が執り行われている。
- ABeh160形は2012年10月より営業運転を開始され、その後2ヶ月間隔で2013年中には全編成が搬入され、ツェントラル鉄道のブリューニック線で運行されており、ルツェルンのSバーンのS4およびS5系統としてルツェルン-ギスウィル間、ルツェルン-シュタンス間でABe130形とともに運行され、2013年12月のダイヤ改正ではこれらの機体で一部残存しているDe110形がTyp III系を牽引するインターラーケン・オスト - メイリンゲン間の区間列車を置き換えている。また、ルツェルン - インターラーケン・オスト間のインターレギオである「ルツェルン-インターラーケン・エクスプレス」としてABeh150形の増結編成としても運行されている。

## 同型機
- 本形式と同時に発注、導入されるABeh150形は通称ADLER(ドイツ語で鷲の意)と呼ばれ、車軸配置Bo’1Az’Az1’Bo’+2'2'+Bo’1Az’Az1’Bo’で、本形式を片運転台化したABeh150.1形とABeh150.2形の中間にビストロ付の付随車であるWR150.3形1両を連結した編成の7両編成となっている。外観および車内デザインは本形式と同一であるが、インターレギオとしての運用を考慮して一部設備が変更されている。
- ABeh150形は現在HGe101形とDe110形がTyp III系を牽引し、一部はA 102-103形パノラマ客車やWR 421-422形食堂車を連結した「ゴールデンパス・エクスプレス」と呼ばれているルツェルン - インターラーケン・オスト間のインターレギオを「ルツェルン-インターラーケン・エクスプレス」として置換え、多客時にはABeh160形を増結した10両編成で運行されているほか、検査等の都合により、ABeh150形を編成しているABeh150.1形もしくはABeh150.2形の代わりに本形式を編成に組み込んだ7両編成で運行されることもある。